# Опочинин, Николай Петрович
Николай Петрович Опочинин (? — 21 апреля (3 мая) 1886) — русский контр-адмирал.
По окончании курса Морского кадетского корпуса (1826), в чине мичмана, сначала на корабле «Сысой Великий», а потом на корвете «Гремящий» Опочинин плавал в Балтийском, Северном и Средиземном морях, причём принимал участие и в знаменитом Наваринском бою (1827). С 1833 по 1835 год производил опись и промеры в финляндских и аландских шхерах.
Произведённый 6 декабря в капитан-лейтенанты, он два года спустя получил в командование бриг «Аякс», а затем, командуя последовательно фрегатом «Цесаревна» и кораблями «Полтава» и «Императрица Анна», плавал в Балтийском и Северном морях, причём постепенно был произведён в капитаны 1-го ранга. Назначенный в 1845 году начальником отряда винтовых лодок, он до 1853 года плавал в финляндских шхерах и между Петербургом и Свеаборгом, после чего ещё около двух лет состоял членом комиссии по составлению Морского уголовного устава на новых современных началах и членом различных комиссий при Управлении Петербургского военного генерал-губернаторства.
8 сентября[уточнить] Опочинин был произведён в контр-адмиралы с увольнением от службы. Кавалер ордена Святого Георгия IV класса за выслугу лет (1 февраля 1852). 
Умер 21 апреля (3 мая) 1886 года.

## Источник
- Опочинин, Николай Петрович // Русский биографический словарь : в 25 томах. — СПб.—М., 1896—1918.